# لغة الإشارة العراقية
لغة الإشارة العراقية هي لغة إشارة عراقية. تنتمي إلى أسرة لغة الإشارة العربية. وتبدو قريبة من لغات بلاد الشام للإشارة.